# Suardi (famiglia)
Suardi o gens Suardorum è una nobile famiglia bergamasca, di origine medievale.
Di fazione ghibellina, si scontrò ripetutamente con altre famiglie bergamasche di opposta fazione, quali i Colleoni ed i Rivola, alternando periodi di pace a periodi di scontri, ma accrescendo sempre le proprie ricchezze e potere.

## Personaggi illustri
Il capostipite della famiglia è Andrea Suardi (920-1011) di professione estimatore, segue Giovanni (950-1024). Da questi discenderebbe  Lazzaro o Lazzarone (930-1011), giudice di palazzo, che ebbe due figli: Attone notaio (1044-1081) dal quale discenderebbe la famiglia Colleoni, e Pietro  detto Siwardo che darà origine alla numerosissima progenie dei Suardi.
Tra i discendenti si ricordano Guiscardo, vescovo di Bergamo tra il 1272 ed il 1281, Merino Suardo, che fu rettore di Verona e Lanfranco, capitano del popolo a Genova, entrambi al termine del XIII secolo.
All'approssimarsi del XIV secolo la famiglia, già molto ramificata, occupava una posizione di predominio nella politica bergamasca; a testimonianza di questo, il grande affresco dell'Albero della Vita opera di ignoto del 1342, nella Basilica di Santa Maria Maggiore eseguito su commissione di Guido Suardi come riporta il cartiglio Dominus Guidius de Suardis che si fece raffigurare come devoto genuflesso alla base del dipinto, rappresenta il potere che le autorità sia civili che religiose, davano alla famiglia concedendole un'intera parete della basilica più importante della città. 
Alcuni dei suoi membri si distinsero anche altrove. Suardino fu capitano a Milano, considerata città amica, dal momento che la famiglia fu tra gli artefici della presa del potere dei Visconti, che ricambiarono aiutando i Suardi nelle loro mire. Degno di nota fu Vincenzo, che appoggiò l'impresa italiana del re tedesco Ludovico di Baviera e nel 1328 fu insignito da quest'ultimo di una signoria (in realtà piuttosto effimera) sui territori intorno al Brembo e su Romano di Lombardia; nei violenti disordini di quel periodo passò alla storia anche Ghisalberto (o Alberto), eletto podestà a Bergamo nel 1330.
Plevano fu castellano della Cittadella di Bergamo nel 1405, mentre Scipione fu castellano a Trescore Balneario, dove ora sorge la villa intitolata alla famiglia. Nel 1449 Francesco fu podestà a Treviglio.
Teodora Suardi fu l'amante del marchese di Mantova Francesco II Gonzaga, dal quale ebbe tre figli illegittimi.

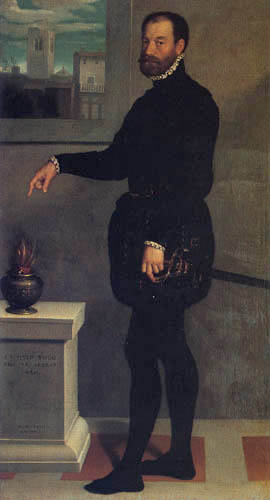
Ritratto del cavaliere Pietro Secco Suardo, 1563.

### I Secco Suardo
Nel 1517 ebbe origine il casato dei Secco Suardo, a partire da Maria Secco Suardo, figlia di Socino Secco e data in sposa a Lodovico Suardi. Il doppio cognome era dovuto a questioni di eredità che Socino Secco lasciò, a patto che il suo cognome fosse tramandato in aggiunta a quello del genero.
Di questo casato si ricordano Giovanni noto restauratore, e Paolina Secco Suardo, meglio conosciuta con lo pseudonimo di Lesbia Cidonia nei suoi componimenti risalenti al XVIII secolo. Il padre Bartolomeo e la madre furono anch'essi letterati, ma meno noti della figlia. Al riguardo il Mascheroni compose un Invito a Lesbia Cidonia, un poemetto didascalico in versi sciolti che ebbe una grande celebrità.
Un ramo della famiglia è noto a Mantova dalla prima metà del XV secolo e godette della protezione dei Gonzaga. Giovan Francesco Soardi fu educato alla Ca' Zoiosa di Vittorino da Feltre e ricoprì la carica di podestà in diverse città italiane.

### Il ramo napoletano
Il ramo napoletano della famiglia Suardi si originò con Giovan Battista detto Suardino (morto probabilmente intorno al 1536), figlio di Merino o Mariano del ramo dei Suardi Regolati. Giovan Battista passò da Bergamo a Napoli al seguito del marchese del Vasto e di Prospero Colonna, sposando nella città partenopea la nobile Margherita Folliero, terzogenita di Tommaso, Tesoriere di Terra di Lavoro e della Contea di Molise e sorella del giureconsulto Leone Folliero. Giovan Battista è inoltre noto per la sua amicizia e la collaborazione con l'umanista Giovanni Pontano e con altri personaggi del mondo culturale rinascimentale gravitanti nell'orbita dell'Accademia Pontaniana.
Dal matrimonio con la Folliero nacquero Vespasiano, Prospero, Paolo e Pompeo cavaliere di Rodi. Prospero Suardo acquistò la titolarità del feudo di Castelmezzano e sposò Battista Caracciolo (1504-1561), figlia secondogenita di Giovanni Battista (appartenente al ramo dei Caracciolo di Montanara, Ponte Albaneto e Castelluccio) e della sua consorte Dorotea Malatesta, figlia di Roberto Signore di Rimini. Tramite questo matrimonio il Suardo pervenne nella titolarità del feudo di Airola o Castellairola, il quale era stato ceduto nel 1523 per 4000 ducati a Battista dalla sorella di lei Viola Isabella e dal marito Fabio Caracciolo, signore di Tocco. Nel 1557 Prospero Suardo acquistò per 550 ducati il feudo di Acerra e Capodrise da Alfonso de Cardenas, IV Marchese di Laino e Conte di Acerra.
Da Prospero Suardo e Battista Caracciolo nacquero tre figli: Giovan Battista, Giovan Francesco e Ottaviano. Giovan Battista sposò Vittoria de Spes. Giovan Francesco sposò Lucrezia, figlia di Galeazzo Caracciolo e della prima consorte di questi Vittoria Carafa. Il terzogenito Ottaviano fu cavaliere dell'Ordine di Santo Stefano papa e martire e promosse la costruzione del monastero di Santa Maria della Vita a Napoli (all'interno di questo complesso troviamo la chiesa di Santa Maria della Vita). Ottaviano sposò Isabella Concublet d'Arena, figlia di Bruno Concublet, Barone di Santa Caterina, dei Marchesi d'Arena e della sua consorte Angela Carafa (sorella di Alfonso, III duca di Nocera e IV Conte di Soriano Calabro).
Da documenti ufficiali dell'epoca veniamo a conoscenza del fatto che alla morte dei fratelli maggiori Ottavio entrò nella titolarità dei loro feudi, pagandone il relativo relevio nel 1594. Non è chiara la discendenza di Ottaviano. Dalle fonti risulta che ebbe un figlio, chiamato Giovanni Battista e una figlia, Angela. Frammentarie sono le informazioni relative ai successivi Suardo titolari del feudo di Castel d'Airola. Secondo Erasmo Ricca questo pervenne a un certo Bruno Suardo e alla sua morte senza discendenti al fratello Pietro Antonio, che ne pagò il relevio nel 1616.
Pietro Antonio rinunziò nel 1626 ai suoi feudi a favore del suo erede designato Prospero Suardo. Questo Prospero era secondo varie fonti, figlio di un altro Prospero Suardo e della sua consorte Lucrezia Toraldo d'Aragona (zia di Francesco Toraldo). Prospero Suardo junior ottenne da Filippo IV di Spagna in data 28 ottobre 1638 il titolo di duca di Castell'Airola. Prospero I sposò Ana de Mendoza, esponente della famiglia dei marchesi di Valle Siciliana; morì nel 1673 e gli succedette il primogenito Gennaro. Gennaro I sposò Antonia di Capua e morì nel 1683. Gli succedette il figlio Prospero II, la cui morte nel 1741 determinò l'estinzione nella linea maschile del ramo napoletano dei Suardo. Prospero II trasmise i propri titoli alla nipote Anna Maria, figlia di Gennaro II (premorto al padre) e Cornelia Caracciolo. Anna Maria sposò Giovanni Maria Guevara, Duca di Bovino. L'intero patrimonio di casa Suardo venne incamerato dai Guevara, con la condizione di assumere in aggiunta al proprio il cognome Suardo, ed inquartarne anche le armi. L'erede della coppia, Prospero Guevara Suardo ottenne nel 1788 il riconoscimento di erede dei beni feudali materni.

## Eventi storici

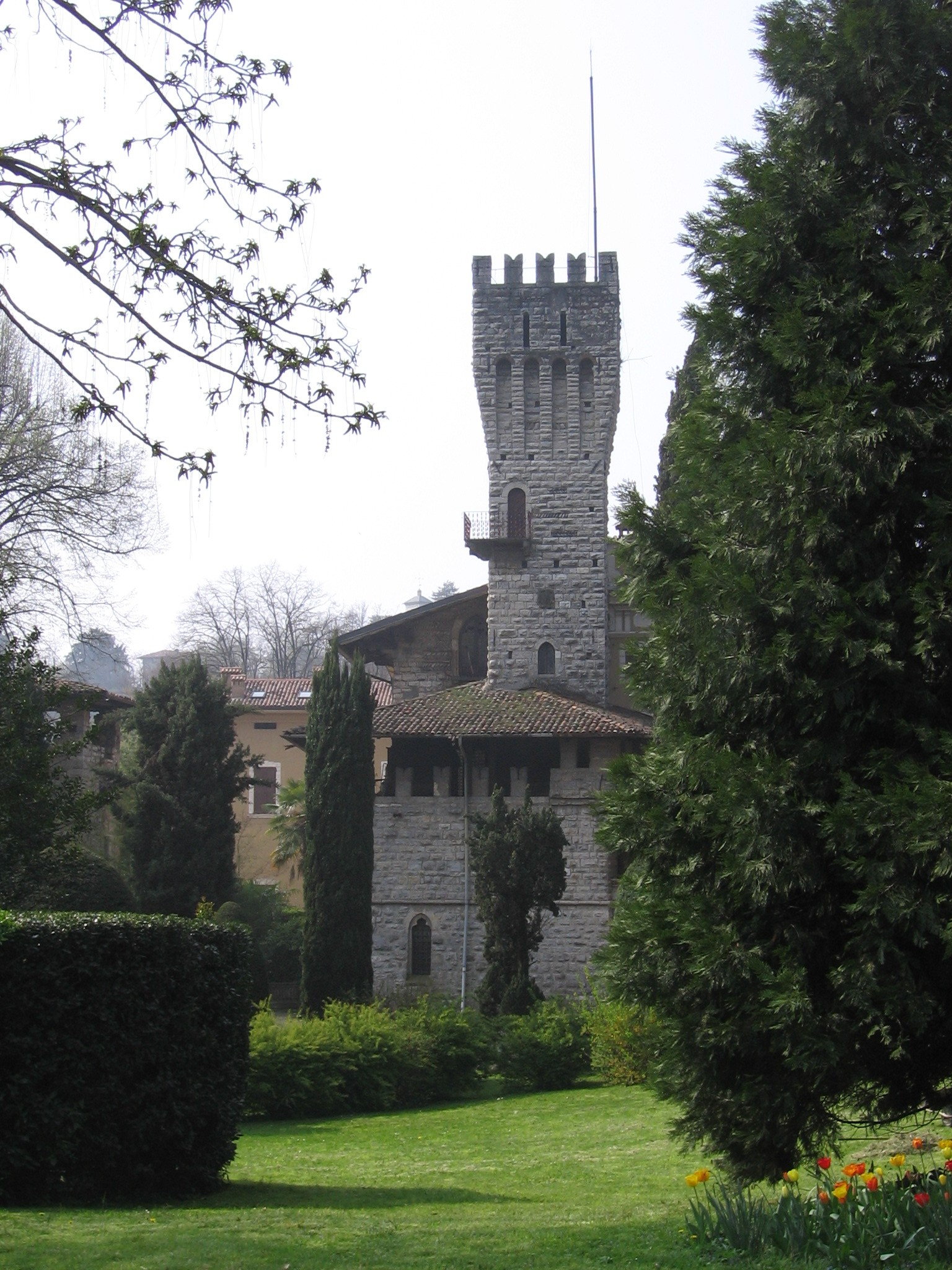
Villa Suardi a Trescore Balneario

Nella città di Bergamo fu di loro proprietà il Palazzo del Podestà, collocato nella piazza del duomo (poi sede universitaria), nella cui campanile (il Campanone) soggiornarono a lungo gli esponenti di spicco della famiglia, i quali aumentarono l'altezza dell'edificio in una sorta di disputa con la Torre del Gombito, poco distante e di proprietà della famiglia guelfa dei Rivola. 
La rivalità fu tale che i Suardi incendiarono, nel 1263, la torre (poi ricostruita) dei loro avversari.
Nei decenni seguenti, precisamente nel XIV secolo, numerosi furono i saccheggi perpetrati dalle famiglie guelfe (coalizzate con famiglie bresciane, cremonesi e lodigiane) ai comuni considerati roccaforti dei Suardi: alcuni paesi della pianura bergamasca (Zanica, Stezzano, Cologno al Serio e Spirano) subirono ingenti danni. Ma i Suardi, aiutati dai Visconti di Milano, con la persona di Bernabò Visconti, ribatterono gli assalti guelfi che miravano a impossessarsi di Bergamo.
Rari furono i momenti di pace, poiché si racconta di continui assalti a paesi, con numerosi ribaltamenti nella gestione dei comuni.
Ma i guelfi, in particolar modo la famiglia Colleoni, contrattaccarono sempre alle rappresaglie dei Suardi. Tra i primi fatti, è documentato il fatto di sangue avvenuto nel marzo del 1296 sulla piazza Mercato delle Scarpe: Iacopo da Mozzo della famiglia Suardi fu ucciso da un componente della famiglia Colleoni. Questi nel 1405, si racconta che bruciarono gran parte delle proprietà dei Suardi, dando alle fiamme anche un tal Pietro Brocardo originario di Zogno, considerato braccio destro della famiglia ghibellina.
Alla fine fu Bartolomeo Colleoni ad oscurare definitivamente i Suardi e ad imporsi, forte della gloria e della ricchezza accumulata sui campi di battaglia come condottiero. 
I veneziani espulsero quindi i Suardi dal territorio bergamasco nel 1428, esautorandoli formalmente. Da questo momento la famiglia perse prestigio e potere, ma non i possedimenti e le ricchezze accumulate.
Tuttavia i Suardi continuarono ad esercitare influenza su zone della val Cavallina, dove tuttora sono presenti edifici che attestano l'importanza e l'influenza della famiglia.

## Edifici storici
A Trescore Balneario è tuttora presente la torre (risalente al XII secolo), dichiarata monumento nazionale, ed un sepolcro della famiglia, situato nel Santuario della Madonna del Castello.

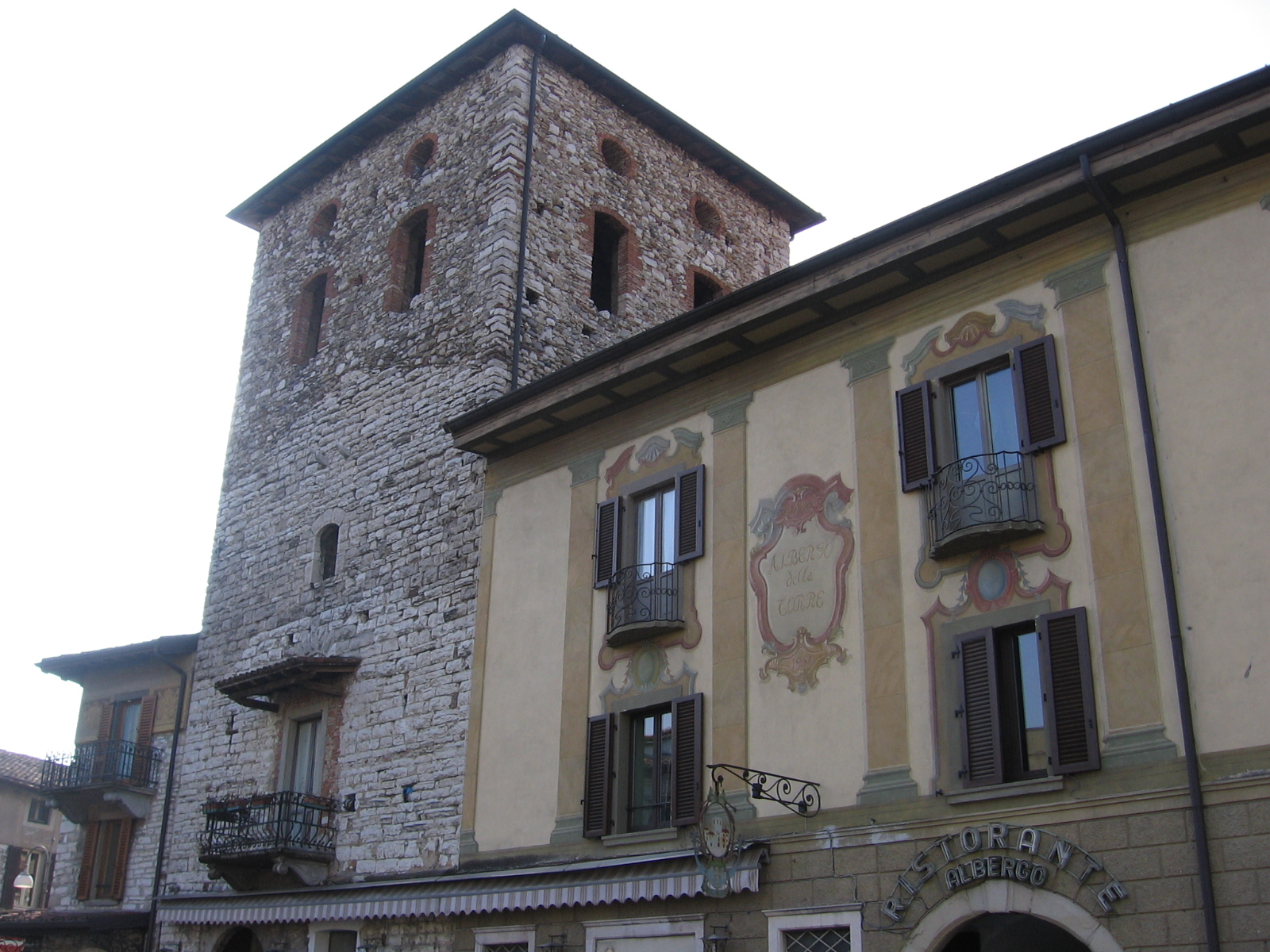
Torre Suardi a Trescore Balneario

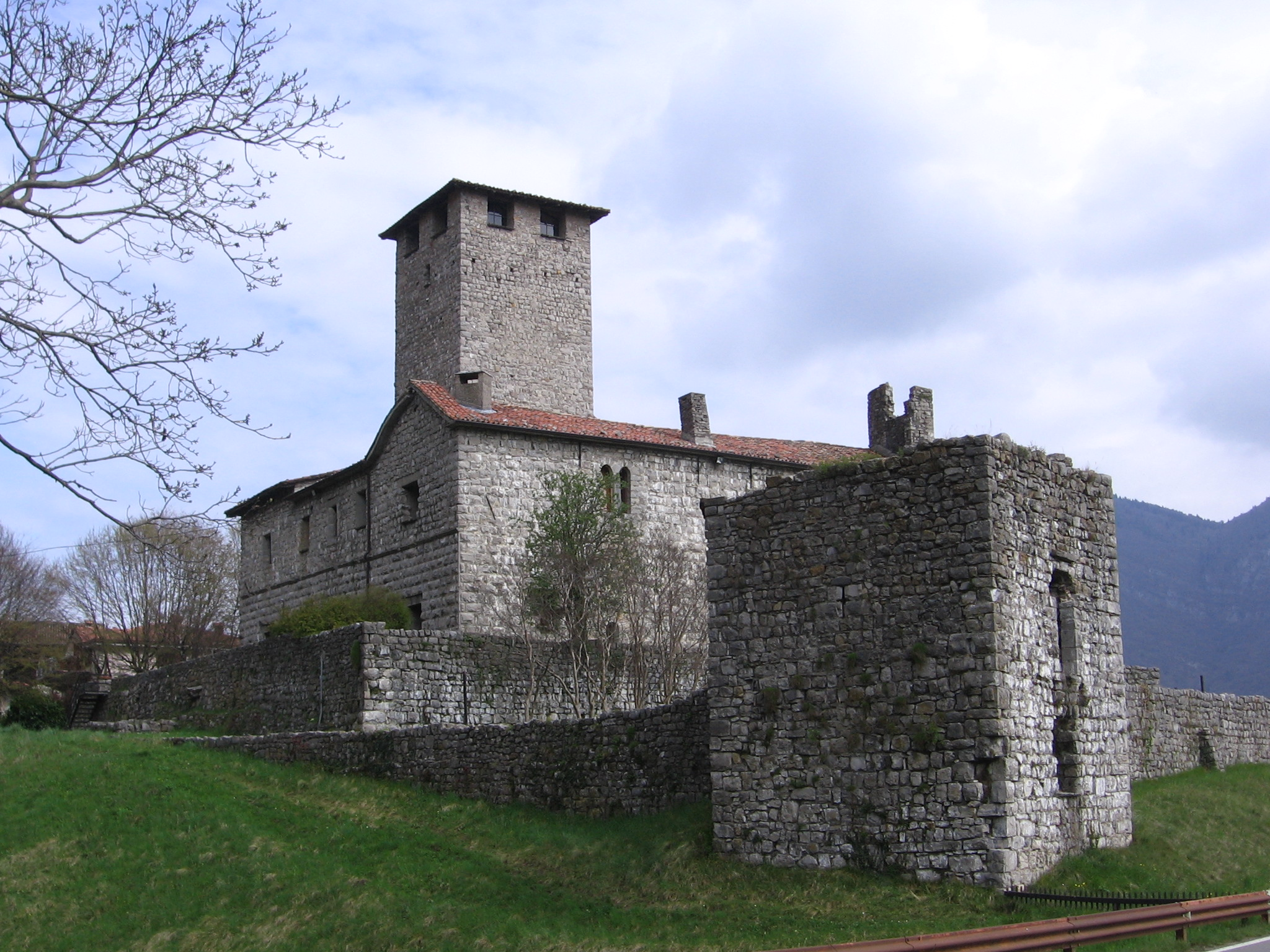
Il castello Suardi a Bianzano

Ma la costruzione più importante è villa Suardi, all'interno si trova una chiesa, dedicata a Santa Barbara e Santa Brigida, del XV secolo. Costruita tra la fine del XV e l'inizio del XVI secolo per conto di GiovanBattista e Maffeo Suardi, affrescata da Lorenzo Lotto nel 1524 (tranne l'abside opera di un anonimo nel 1502) nella quale è ritratta l'intera famiglia dei committenti. Notevoli sono gli affreschi riguardanti passi del Vangelo e la vita delle due sante a cui la chiesa è dedicata. All'esterno vi sono tombe di importanti esponenti della famiglia: una è di Lanfranco di Baldino Suardi, potestà di Genova nel XIV secolo.
Ulteriori ristrutturazioni sono state eseguite dal conte Gianforte Suardi.
Sempre in val Cavallina si possono ammirare costruzioni che testimoniano l'importanza di questa famiglia: a Gaverina Terme (nella frazione Piano) è ancora presente una torre, mentre poco lontano, a Bianzano, un castello da loro fatto erigere tra il XIII ed il XIV secolo, domina imponente il paesaggio sul lago sottostante.